# Tanorus proditor
Tanorus proditor là một loài Trichoptera trong họ Hydrobiosidae. Chúng phân bố ở miền Australasia.